# Chromonephthea hirotai
Chromonephthea hirotai is een zachte koraalsoort uit de familie Nephtheidae. De koraalsoort komt uit het geslacht Chromonephthea. Chromonephthea hirotai werd in 1951 voor het eerst wetenschappelijk beschreven door Utinomi. 